# Christopher Beath
Christopher Beath (Australia - 17 de noviembre de 1984) es un exárbitro de fútbol australiano.

## Torneos de selecciones
Arbitró en los siguientes torneos internacionales:
- Copa Asiática 2015
- Clasificación para la Copa Asiática 2019
- Copa Asiática 2019
- Copa Mundial de Fútbol Sub-17 de 2019
- Torneo masculino de fútbol en los Juegos Olímpicos de Tokio 2020
- Copa Mundial de Clubes de la FIFA 2021
- Clasificación de AFC para la Copa Mundial de Fútbol de 2022
- Copa Mundial de Fútbol de 2022